# Caesetius inflatus
Caesetius inflatus là một loài nhện trong họ Zodariidae.
Loài này thuộc chi Caesetius. Caesetius inflatus được Rudy Jocqué miêu tả năm 1991.